# غلوكوسينولات

غلوكوسينولات هي مكونات طبيعيه للكثير من النباتات اللاذعة مثل الخردل والملفوف والفجل. ومن المقرر ان الاحتياج من تلك النباتات لإطلاق الزيوت التي تحتوي علي الجلوكوسينولات عندما يتم مضغ المواد النباتية، وقطع، أو تضررت بشكل آخر.
ومن المرجح ان تساعد هذه المواد الكيميائية الطبيعية في الدفاع عن النباتات ضد آلافات والامراض، ولكنها تتمتع أيضا بكميات صغيره، ويعتقد انها تسهم في الخصائص الصحية المعززة للخضر.

## كيميائيا
تشكل الجلوكوسينولات فئة طبيعية من المركبات العضوية التي تحتوي على الكبريت والنيتروجين، وهي مشتقة من الجلوكوز وحمض أميني. هم أنيون قابل للذوبان في الماء وينتمي إلى الجلوكوزيدات. تحتوي كل على ذرة كربون جلوسكووسينولات مركزية، والتي تكون مرتبطة عبر ذرة الكبريت بمجموعة التايوجلوكوز وعبر ذرة النيتروجين إلى مجموعة الكبريتات (تصنع كبريت ألدوكسيم) بالإضافة إلى ذلك، يرتبط الكربون المركزي بمجموعة جانبية؛ تحتوي الجلاكوسينولات المختلفة على مجموعات جانبية مختلفة، وهو الاختلاف في المجموعة الجانبية المسؤولة عن الاختلاف في الأنشطة البيولوجية لمركبات النباتات
تتكون التسمية شبه النظامية للجلوكوزولينات من الاسم الكيميائي لتلك السلسلة الجانبية متبوعة بـ «جلاكوسينولات». يتم استخدام أسماء الإملائية في كلمة واحدة أو كلمتين الآلِيل ثيُوسياناتِ في الاستخدام ولها معادلة لها معنى. يجب أن يتهجى
إيزوثيوسيانات في كلمتين.
جوهر كيمياء الجلوكوسينولات هو قدرة الجلاكوسينولات على التحول إلى إيزوثيوسيانات («زيت الخردل») على التحلل المائي للرابطة ثيوجليكوسيد بواسطة إنزيم. مِيروزيناز

هذه بعض الجلوكوسينولات:
- سنجرين هو بداية إيزُو-ثيُوسياناتِ الآلِيل
- جلاكو تروبا اولين هو بداية لبنزيل إيزوثيوسيانات
- جلاكوناستروتين هو بداية لفينوتيل إيزوثيوسيانات
- جلاكو رافانين هو بداية السلفورافين

المراجع
1. ↑  Johnson, I. T (2002). "Glucosinolates: Bioavailability and importance to health". International Journal for Vitamin and Nutrition Research. 72 (1): 26–31. doi:10.1024/0300-9831.72.1.26. PMID 11887749
2. ↑  Agerbirk N, Olsen CE (2012). "Glucosinolate structures in evolution". Phytochemistry. 77: 16–doi:10.1016/j.phytochem.2012.02.005. PMID 22405332.
3. ↑  Agerbirk N، Olsen CE (2012). "Glucosinolate structures in evolution". Phytochemistry> volume=77: 16–45. DOI:10.1016/j.phytochem.2012.02.005. PMID:22405332. {{استشهاد بدورية محكمة}}: عمود مفقود في: |صحيفة= (مساعدة)
4. ↑  Agerbirk N، Olsen CE (2012). "Glucosinolate structures in evolution". Phytochemistry volume=77: 16–45. DOI:10.1016/j.phytochem.2012.02.005. PMID:22405332. {{استشهاد بدورية محكمة}}: عمود مفقود في: |صحيفة= (مساعدة)